# Macchie di Köplik

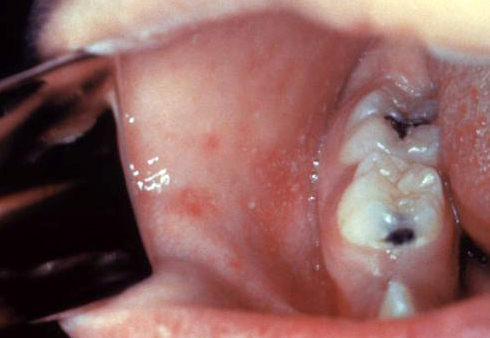
Macchie di Koplik

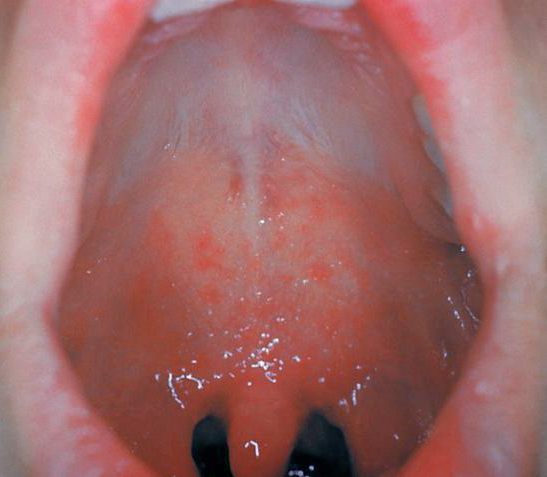
Enantema nel Morbillo

Le macchie di Köplik o segno di Köplik sono una manifestazione estremamente iniziale del morbillo che si ha dopo 7-13 giorni di incubazione del virus e circa 24-48 ore prima del rash della malattia. In altre parole, sono enantemi virali patognomonici della malattia del morbillo, riscontrabili nella sua fase prodromica.

## Caratteristiche cliniche
Le macchie di Koplik sono lesioni della mucosa che tendono a comparire simultaneamente alla febbre elevata e ad altre manifestazioni del morbillo, quali tosse, congiuntivite e fotofobia. In questa fase il paziente è in assoluto più contagioso.

Si caratterizzano come lesioni biancastre, a grappolo, localizzate sulla mucosa buccale in corrispondenza dello sbocco del dotto di Stenone (in prossimità del secondo molare della arcata dentaria superiore) e sono patognomoniche per il morbillo.

La descrizione da manuale delle macchie di Koplik è quella di lesioni ulcerate della mucosa caratterizzate da necrosi, essudato neutrofilo, e neovascolarizzazione.
Le macchie di Koplik permangono per 24-48 ore e assomigliando a "granuli di sale su un fondo rossastro" di circa 1-2 millimetri di diametro, circondati da un alone rosso. Oltre che a livello della mucosa orale esse tendono a manifestarsi a livello di altre mucose quali quella vaginale, e della congiuntiva. Quasi sempre le lesioni si risolvono con la comparsa del rash maculare.

## Storia
Le macchie prendono il nome da Henry Koplik (1858-1927), un pediatra americano che le descrisse nel 1896.
La prima descrizione delle macchie è però avvenuta nell'arco di alcuni anni da parte di molti scienziati. Secondo alcuni la prima descrizione deve essere attribuita a Reubold, secondo altri a Johann Andreas Murray (1740-1791), e per altri ancora al dr. Richard Hazeltine che nel 1802 descrisse una epidemia di morbillo nel Maine. Certamente prima di Koplik, l'internista tedesco Carl Adolf Christian Jakob Gerhardt (1833-1902) nel 1874, il medico danese N. Flindt nel 1879, ed il russo Filatov Nil (1847-1902) nel 1895, ebbero modo di osservare e descrivere quadri clinici equivalenti.